# José Padilla (DJ)
Pour les articles homonymes, voir José Padilla et Padilla.
José Padilla (né le 4 décembre 1955 et mort le 18 octobre 2020) est un disc-jockey et producteur de musique d'ambiance espagnol. Il est surtout connu pour son travail dans le bar Café del Mar à Ibiza, et il est considéré comme ayant popularisé la musique électronique chill-out.

## Biographie
Né à Barcelone en 1955, Padilla s'est installé à Ibiza en 1975, devenant DJ résidant au Cafe del Mar en 1991. En 1994, il compile le premier album Cafe del Mar pour le label React. Actuellement il y a quatorze volumes et de nombreuses compilations en ont été tirées, ainsi que la création du label éponyme du bar.
Alors que de nombreux morceaux de Padilla apparaissent dans ses nombreuses compilations, ce n'est qu'en 1998 qu'il sort son premier album, Souvenir, au label Mercury Records. Cet album comprend des collaborations avec de nombreux musiciens chill-out, notamment Lenny Ibizarre et Paco Fernández. Son second album, Navigator, est sorti en 2001.
Douze ans après son premier album Cafe Del Mar par React, il sort sa nouvelle compilation Cafe Solo sur le label successeur de React, Resist (2006).
Il décède des suites d'un cancer le 18 octobre 2020 à l'age de 64 ans.